# Menophra cuprearia
Menophra cuprearia là một loài bướm đêm trong họ Geometridae.